# 皇城司
皇城司是宋朝的一個官署，主要負責皇城宫殿门户的安全；负责审定、鉴识出入皇城的所有人员的真伪；發放所有出入皇城人員的牌号。皇城司原名武德司，太平兴国年间更名為皇城司。皇城司下辖禁卫所、符宝所、主管大内钥匙库等十七个机构。西夏也有同名的官署，於天授礼法延祚二年（1039年）設置。